# Feydhoo (Seenu-atol)
Feydhoo is een van de bewoonde eilanden van het Seenu-atol behorende tot de Maldiven.

## Demografie
Feydhoo telt (stand september 2006) 2260 vrouwen en 2371 mannen.